# Iconografía de Alejandro

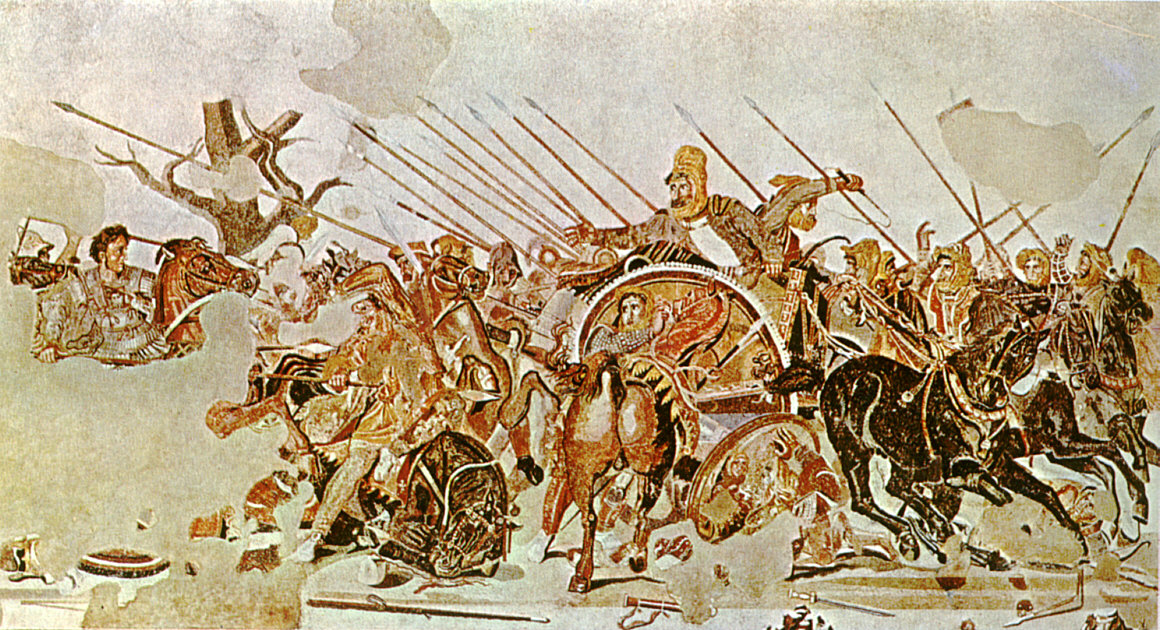
Mosaico de Issos, reproducción en la Casa del Fauno de Pompeya de una pintura de Filoxeno de Eretria datable hacia 315 a. C. (pocos años después de la batalla de Issos -333 a. C.-) Museo Arqueológico Nacional de Nápoles.

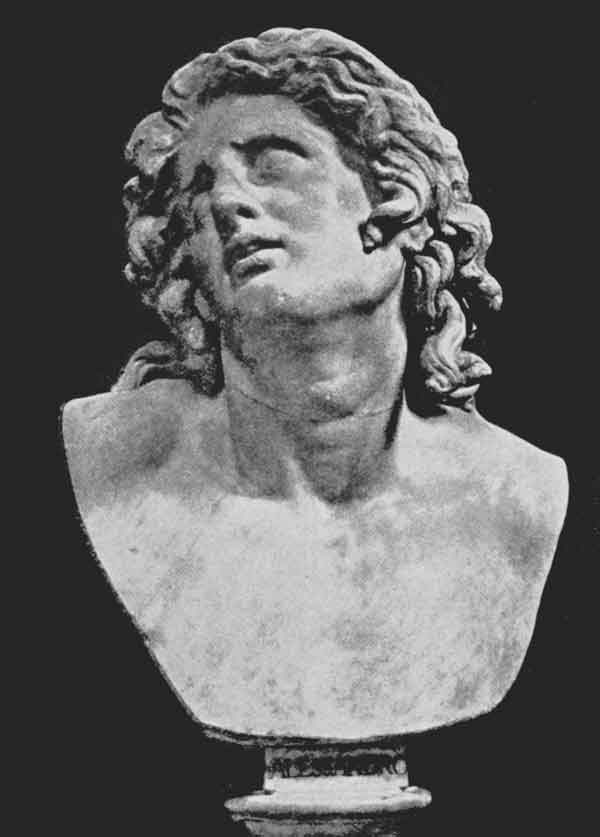
El llamado Alessandro morente ("Alejandro moribundo") descubierto en Roma a comienzos del siglo XVI y conservado en la Galeria degli Uffizi (Florencia) desde finales del siglo XVII. Aunque sea probablemente de la época helenística o posterior, se creyó la obra de Lisipo por identificarlo con la descripción de Plutarco. La atribución se refutó, pero todavía se mantienen todo tipo de conjeturas sobre la pieza. Fue de enorme influencia en el Cinquecento y el Barroco. La mirada al cielo y el movimiento espiral ascendente (la llamada serpentinata o "curva de la belleza") se imitaron repetidamente: el Esclavo moribundo de Miguel Ángel, el Apolo del Parnaso de Rafael, la Asunción de la Virgen de Tiziano y otros ejemplos en Guido Reni, Domenichino o Bernini, hasta convertirse en un arquetipo para las representaciones de santos martirizados y Madonnas extasiadas.

La iconografía de Alejandro es extensa e incluye pinturas, mosaicos, estatuas en bulto redondo de todas las dimensiones, figuras en relieve, monedas y gemas talladas. La mayor parte de las obras originales han desaparecido, aunque se conservan numerosas copias, sobre todo escultóricas, aunque también alguna pictórica, como el llamado mosaico de Issos.
Su constante emulación por los gobernantes greco-romanos posteriores creó una amplia demanda de tales copias, o de obras nuevas con su figura, de modo que Alejandro Magno se convirtió en el personaje histórico griego más representado en el arte. Muchas de ellas, especialmente las que circulaban como antigüedades en el siglo XVII, eran atribuciones apócrifas. Había, según la tradición, tres retratos de Alejandro: el "Alejandro moribundo" (Alessandro morente) descubierto en Roma a comienzos del siglo XVI y expuesto en los Uffizi de Florencia desde finales del XVII, el "Alejandro y Bucéfalo" de la romana piazza del Quirinale, y el "Alejandro sostenido por un soldado". Los tres fueron posteriormente rechazados. La "herma Azara" expuesta hoy en el museo del Louvre era la única pieza que se identificaba por una inscripción, y no se halló hasta 1779 (en Tívoli). Era común confundir la imagen de Minerva con la de Alejandro: dos bustos de pórfido importados a Francia fueron el "Alexandre-Richelieu" (inspirado en la Minerva Giustiniani) y el "Alexandre-Mazarin". Luis XIV poseía cinco "Alejandros". Cristina de Suecia compró dos cabezas "viriles" de Alejandro; una de ellas, de bronce, se hacía pasar por original de Lisipo, la otra, de mármol, era copia del "Alejandro moribundo" que poseían los Médicis.
El contraste de fuentes literarias y arqueológicas ha permitido establecer con alguna precisión la secuencia de los retratos originales de Alejandro. El primero de ellos le fue encargado al escultor Leocares (quien ya había empleado con maestría su arte al servicio de la glorificación del poder en el Mausoleo de Halicarnaso) por su padre Filipo II de Macedonia hacia el 340 a. C., cuando el retratado tenía 16 años y había acabado su formación intelectual con Aristóteles. Se caracteriza por rasgos de efebo con los que el rey de Macedonia quería identificar a su heredero con la civilización griega: barbilla redondeada, mejillas planas y cabello rizado y alborotado con anástole (abultado sobre la frente). Poco después se encargaron al mismo Leocares las esculturas crisoelefantinas de la familia real para el tholos de Filipo en Olimpia (el Philippeion); y a Eufránor un grupo escultórico de Filipo y su hijo en cuadriga, conmemorativo de la batalla de Queronea (338 a. C. -por entonces acababa de cumplir Alejandro 18 años-). Posteriormente, los retratos de edad adulta que realizó Lisipo mantuvieron el aspecto juvenil del retratado (no tuvo oportunidad de envejecer, pues murió antes de cumplir 33 años), pero le marcaron más los rasgos faciales, y a menudo le dispusieron con la cabeza ladeada hacia la izquierda, mirando hacia arriba, con los labios entreabiertos. Menos objetivos, pero repetidos tópicamente, son los calificativos con los que se describe la expresión, especialmente la mirada a la vez "ardiente" y "líquida", que dotaba a las imágenes de un aspecto a la vez "tierno", "suave", "viril" y "leonino" al que contribuían mirada, postura y cabello (lo que es una comparación iconográfica con Heracles -vencedor del león de Nemea-, a cuyo linaje se pretendía remontar). Se ha destacado que el escultor trasformara un defecto físico, que obligaba al retratado a mantener la cabeza sensibilmente reclinada hacia un lado, en una bella pose en la que miraba al cielo en "un mudo coloquio con la divinidad".
De Lisipo fueron el desnudo heroico de Alejandro con lanza (o Alejandro en la palestra, ca. 330 a. C.) y el monumento del Gránico (posterior al 334 a. C.), donde se le representó a caballo; además de otras obras realizadas tras la muerte del rey (323 a. C.), como el grupo escultórico de Alejandro y Crátero cazando un león, de dimensiones colosales, en Delfos.
En el papiro de Milán se conserva un elogioso poema de Posidipo:

Lisipo, escultor de Sición, mano osada, artesano docto,
tu estatua de bronce tiene la mirada de fuego en sus ojos,
esa que hiciste en la forma de Alejandro. Los persas no merecen
reproches. Hemos de perdonar a las ovejas que huyen ante un león.

El joven macedonio, que al poco de heredar el trono (336 a. C.) condujo a los griegos a conquistar el imperio aqueménida convirtiéndose en el monarca más poderoso de su tiempo, entendió que sus retratos eran un excelente mecanismo de escenificación del poder político, y los utilizó conscientemente durante su reinado, poniendo gran cuidado en controlar su imagen: Plinio el Viejo recoge que, a partir de un determinado momento, no consintió ser retratado nada más que por Lisipo en bronces, por Apeles en pinturas y por Pirgoteles en gemas incisas (glíptica). Tras su temprana muerte la reproducción de su imagen siguió siendo utilizada en su propio beneficio por los monarcas helenísticos, teniendo una gran influencia en el arte de ese periodo y de los posteriores, en Occidente a través del arte romano y en Oriente a través del arte greco-indio.
En cuanto a la divinización (apoteosis) de Alejandro, sucediera antes o después de su muerte, tuvo reflejo artístico en su asociación con la iconografía de distintos dioses (Amón, Zeus, Helios, Pan o Apolo).
El proyecto más extravagante de utilización de su imagen lo concibió Deinócrates (también llamado Estasícrates), que propuso fundar una ciudad en la mano de una estatua colosal tallada sobre el Monte Athos. El propio Alejandro rechazó emprender las obras, por no caer en la arrogancia de Jerjes: "Deja que el Athos permanezca en su lugar; pues basta con que sea recuerdo de la hybris de un solo rey; a mi me señalarán el Cáucaso, los Emoda [cordillera del Himalaya], el Tanais [río Don] y el mar Caspio; esas son las imágenes de mis hazañas".
Aunque la idea de retrato fisonómico como alternativa a la representación de una figura ideal (realismo en el arte frente a idealismo en el arte) surge en Grecia a finales del siglo VI (grupo escultórico de los tiranicidas Harmodio y Aristogitón), y continúa en algunas obras del siglo V (incluyendo el polémico autorretrato de Fidias) y el IV, sobre todo en la Atenas entre 380 y 330 a. C. (donde se levantaron monumentos a personajes célebres del pasado, de facciones individualizadas, pero imaginadas), el concepto es mucho más propio de la escultura helenística, sobre todo fuera de Atenas, donde se impone un dramatismo expresivo. La técnica del retrato helenístico fue atribuida por Plinio el Viejo a Lisístrato de Sición, hermano de Lisipo, quien habría por primera vez sacado sobre su propio rostro un molde en yeso que luego, pasado a cera, retocó hasta obtener la mayor perfección en el parecido.
|  | El llamado "Alejandro de la Acrópolis", retrato juvenil de Alejandro hallado en la Acrópolis de Atenas, cerca del Erecteion, copia de un original atribuido a Leocares (en cuyo caso sería una copia del primer retrato oficial, hacia el 340 a. C.) o a Lisipo (en cuyo caso la cronología sería posterior, hacia el 336 a. C.) | Museo de la Acrópolis.                 |
|  | El llamado "Alejandro Rondanini", que formaría parte de un grupo escultórico, encargado a Eufránor tras la batalla de Queronea (338 a. C.), en el que se representa a Filipo de Macedonia conduciendo una cuadriga a la que se dispone a subir Alejandro, su joven hijo (tenía entonces 18 años). | Gliptoteca de Múnich.                  |
|  | Monedas de Alejandro (336-323 a. C.). | Museo Arqueológico de Pella.           |
|  | Estatuilla que reproduce el retrato de Alejandro con lanza (doryphoros) o Alejandro en la palestra, de Lisipo (ca. 330 a. C.), conocido por fuentes literarias (Plutarco), y que, con el precedente del Doríforo de Policleto (incluso de los bronces de Riace, algo anteriores), fue imitada en la estatuaria helenística y romana (el Thermenherrscher, la estatua de Treboniano Galo) y en la renacentista (Carlos V dominando al Furor). La copia procede del Bajo Egipto, y estaría en relación con la divinización y culto a Alejandro en el Egipto ptolemaico. Según la descripción de Plutarco, la estatua, de pelo "leonino", dirigía al cielo una mirada fulminante, y un epigrama inscrito en la base de la estatua proclamaba: "bajo mi influencia [o bajo el pie] tengo la Tierra, tú ¡oh Zeus! quédate con el Olimpo". La estatuilla ha perdido la lanza que sostendría con la mano izquierda y la espada que sostendría con la mano derecha (en la descripción de Plutarco, la estatua de Delfos tendría "una lira en una mano y una lanza adelantada"). Tiene huellas de haber estado coronada con algún tocado de tipo egipcio, lo que, de corresponderse con el aspecto de la estatua original, abonaría la tesis de su localización en Alejandría (la ciudad fundada por Alejandro en 332 a. C.), mientras que la tesis alternativa sostiene que se hizo para el templo de Artemisa en Éfeso, donde Alejandro consagró su lanza tras la batalla del Gránico, y donde, según Plinio el Viejo (Naturalis historia, XXXV, 92), se localizaba una pintura de Apeles que representaba a Alejandro sosteniendo un rayo (atributo de Zeus). | Museo del Louvre.                      |
|  | Retrato de Alejandro de tipo herma, llamado Hermes Azara, hallado en Tívoli. Copia de época romana en mármol pentélico sobre la cabeza de un cuerpo entero en bronce original de Lisipo (el Alejandro con lanza). | Museo del Louvre.                      |
|  | Cabeza de Alejandro en mármol de Paros a tamaño natural, siguiendo el prototipo original de Lisipo. Procedente de Megara, parece ser parte de un grupo escultórico que incluiría además las figuras de su compañero Hefestión, una diosa, Heracles, un flautista y varios personajes más (así como aves y otros animales) en una escena sacrificial para el monumento funerario de un cortesano que procuró de este modo asociarse con Alejandro. Ca. 320 a. C. Entre las múltiples posibilidades propuestas, se ha propuesto identificar la tumba de Anfípolis como un monumento a Hefestión. | Getty Villa.                           |
|  | Fragmento (de 8.9 x 5.1 x 3.8 cm, en alabastro o mármol) de una estatuilla con orificios donde probablemente se alojaba una diadema de oro como emblema del dios Helios. Datable hacia el 100 a. C., sería copia de un original de Lisipo. | Museo de Brooklyn.                     |
|  | Cabeza de mármol procedente de Giannitsa. | Museo Arqueológico de Pella.           |
|  | Alejandro como Helios, copia romana de un original helenístico del siglo III o II a. C. | Museos Capitolinos.                    |
|  | Busto de Alejandro, procedente de Alejandría, siglo II o I a. C. | British Museum.                        |
|  | Retrato de Alejandro o de Mitrídates VI, llamado l'Iponos (se identificó con el río Iponos), hallado en la isla de Delos. La técnica de encastrado le identifica con otras obras clasicistas de los talleres cicládicos (Venus de Milo). Finales del siglo II a. C. | Museo del Louvre.                      |
|  | Copia de un retrato de Lisipo, procedente de Alejandría. | Gliptoteca de Copenhague.              |
|  | Copia de un retrato de Lisipo, del llamado "tipo Schwarzenberg", ca. 330 a. C. La estatua original representaría a Alejandro como un militar victorioso, con lanza y escudo. | Gliptoteca de Múnich.                  |
|  | Busto de Helios, con rasgos similares a Alejandro, primera mitad del siglo II a. C. En la periferia de la cabeza se hallan agujeros para insertar los rayos de metal de su corona. Se presume que sea una copia o alusión al retrato de Lisipo. | Museo Arqueológico de Rodas.           |
|  | Relieve del llamado "sarcófago de Alejandro", finales del siglo IV a. C., que representa a Alejandro en la batalla de Issos. | Museo Arqueológico de Estambul.        |
|  | Estatuilla ecuestre de 49 cm conservada en el Museo Arqueológico Nacional de Nápoles, que posiblemente sea una reproducción a pequeña escala de la escultura ecuestre de Alejandro que Lisipo incluyó en el monumento del Gránico, junto con las estatuas de bronce -entre 25 y 34 figuras, algunas también ecuestres- que conmemoraban a los griegos allí caídos (batalla del Gránico, 334 a. C.) Hallada en Herculano en 1762, se realizó una copia por Antonio Reder que se llevó a Madrid para Carlos III, y que hoy se conserva en la Real Academia de Bellas Artes de San Fernando. | Museo Arqueológico Nacional de Nápoles |
|  | Estatuilla ecuestre de 13,5 x 3,5 cm del "tipo juvenil Alejandro" procedente de Begram. | Museo Nacional de Afganistán.          |
|  | Mosaico de la caza del león. Alejandro (a la izquierda, con lanza) da caza a un león asiático auxiliado por su amigo Crátero (a la derecha, con espada). Sería una reproducción bidimensional, datable hacia el 320 a. C., de un grupo escultórico en bronce encargado el año 321 a. C. por el propio Crátero a Lisipo en conmemoración de una cacería que tuvo lugar en Siria para que fuera erigido en Delfos. Por el tamaño del nicho que lo contenía debió tener dimensiones colosales, y además de los dos cazadores y su presa también incluía perros de caza. | Museo Arqueológico de Pella.           |
|  | El llamado "tipo Guimet" (Louvre), retrato idealizado realizado hacia el 300 a. C., posteriormente a la muerte de Alejandro, a más de treinta años de distancia de los retratos de Lisipo. | Museo del Louvre.                      |
|  | Alejandro como Heracles, tocado con la piel del león de Nemea, ca. 300 a. C. Hallado en el Keramikos de Atenas. | Museo Arqueológico Nacional de Atenas. |
|  | Alejandro como faraón, ca. 300 a. C. | Liebieghaus.                           |
|  | Relieve del templo de Luxor que representa a Alejandro orando ante el dios Amón Ra. | In situ                                |
|  | Estatuilla conservada en el Museo del Louvre procedente de un pequeño grupo de figuras dedicadas al culto doméstico. Reproduce a pequeña escala la estatua de Alejandro vistiendo el aegis (la coraza de piel de cabra vestida por Zeus) que se levantó junto a su tumba en Alejandría. Desde aproximadamente el año 290 a. C. Alejandro recibía allí culto como divinidad, con el argumento de que durante la estancia de Alejandro en el oasis de Siwa el dios habría reconocido a Alejandro como su hijo. | Museo del Louvre.                      |
|  | Alejandro como dios Pan. | Museo Arqueológico de Pella            |
|  | Moneda de época ptolemaica, con la efigie de Alejandro tocado con una cabeza de elefante. | British Museum                         |
|  | Moneda de época de Lisímaco (306-281 a. C.), con la efigie de Alejandro tocado con los cuernos de Amón, identificado por los griegos con Zeus. | British Museum                         |
|  | Camafeo con la efigie de Alejandro tocado con los cuernos de Amón. | Cabinet des Médailles                  |
|  | Retrato de Alejandro como Apolo, procedente de Magnesia, firmado por el escultor Menas con epigrafía propia de mediados del siglo II a. C. | Museo Arqueológico de Estambul.        |
|  | Anverso de una medalla de oro romana, hacia 215 o 243 d. C. Alejandro, mirando al cielo, sostiene una lanza y un escudo decorado con signos zodiacales. Su coraza está decorada con una figura de Atenea y una escena de la gigantomaquia. | Museo Walters.                         |
|  | Reverso de la misma medalla, con un carro guiado por la diosa Victoria flanqueado por la diosa Roma y el dios Marte. | Museo Walters.                         |

## Enlaces externos

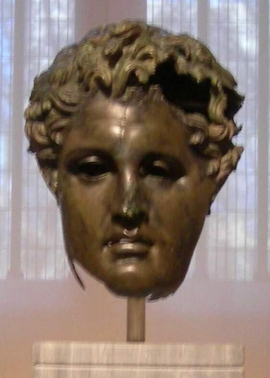
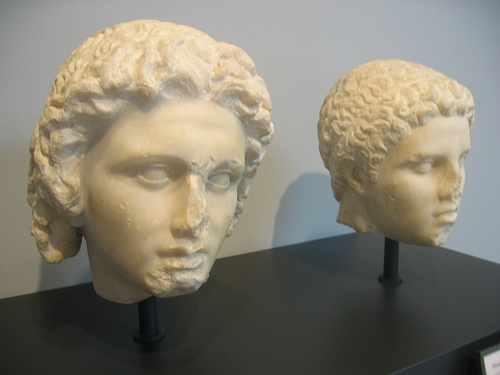